# Blomkamp
Het Blom-kamp, ook wel bekend als Java III 2D, Kamp Blom en Maoemere-Oost, was een militair kampement in Flores en was vernoemd naar de kamp-oudste, reserve-kapitein L. Blom. Dit kampement was tijdens de Japanse bezetting van Nederlands-Indië in de periode van 10 mei 1943 tot 12 september 1944 een van de drie kampen voor krijgsgevangenen op Flores en fungeerde na verloop van tijd als centraal krijgsgevangenenkamp.
De plaats Maoemere ligt op het oostelijk deel van Flores aan haar noordkust. Rondom Maoemere bevonden zich drie kampen, 2 werkkampen en een ziekenkamp (later kwam hier nog een vierde bij;  een 6 km verderop gelegen schuilkamp dat werd gebruikt op het moment dat er werd gebombardeerd). De kampen waren ondergebracht in zelf gemaakte barakken van bamboe en atap (palmbladeren) en waren omgeven door prikkeldraad. De werkzaamheden bestonden uit het aanleggen van een vliegveld en het repareren ervan nadat de geallieerden het vliegveld hadden gebombardeerd.

## Aanvoer krijgsgevangenen
In de loop van 1943 werden op de Molukken en Flores veel Britse en Nederlandse krijgsgevangenen massaal te werk gesteld in verband met de aanleg van enkele vliegvelden. Op Flores waren dit enkel Nederlandse krijgsgevangenen. Dit betrof een groep van ruim 2.000 man en zij was samengesteld uit militairen uit het 4e en 9e Batiljon te Tjimahi. De krijgsgevangenen werden op 25 april 1943 ingescheept vanuit Tandjoeng Perak, de haven van Soerabaja. 

## Omstandigheden
Bij de aankomst van de krijgsgevangenen bleek een groot gedeelte ziek of te zwak om aan het werk te gaan. Er bleek bij aankomst geen enkele faciliteit aanwezig te zijn. De krijgsgevangenen moesten als eerste voorzieningen gaan treffen voor de zieken. Het kampement voor de zieken werd het Wulffkamp genoemd. 

## Werkzaamheden
De geïnterneerden die wel in staat waren om te werken, werden in dagelijkse corvee ploegen van ongeveer 500 man ingezet aan het vliegveld (Maoemere-Oost) dat in 1943 en 1944 werd aangelegd. Vlak in de buurt werd ook gewerkt aan het vliegveld van Waioti en werd gewerkt aan de basis Maoemere-stad. Dit betrof de uitbreiding van een reeds bestaand oud Nederlands vliegterrein. 

## Opheffing kamp
Het Blom-kamp werd op 12 augustus 1944 opgeheven. Het gros van de overlevende krijgsgevangenen werd naar Soerabaja vervoerd om daarna naar ADEK het 10e Bataljon of Sint Vincentius te worden vervoerd. De resterende ongeveer 450 krijgsgevangenen verbleven toen nog enkele weken in het schuilkamp. Eind augustus 1944 werd de eerste lichting van deze krijgsgevangenen ook naar Java overgebracht. De laatste lichting van 20 man vertrok pas op 12 september 1944. Er was eerder geen plaats meer op het transportschip  te zijn.